# Bredfield
Bredfield is een civil parish in het Engelse graafschap Suffolk.